# Милая Чарити
«Ми́лая Ча́рити» (вариант перевода — «Нежная Чарити», англ. Sweet Charity) — фильм-мюзикл, кинодебют в качестве режиссёра театрального постановщика и хореографа Боба Фосса. Кинематографическая версия одноимённого бродвейского спектакля 1966 года, режиссёром и хореографом которого также был Боб Фосс. Сюжетная линия фильма и театральной постановки основаны на сценарии к драме «Ночи Кабирии», поставленной Федерико Феллини.
Премьера фильма состоялась в США 1 апреля 1969 года. В главной роли снялась Ширли Маклейн. Художницей по костюмам выступила обладательница восьми премий «Оскар» Эдит Хэд.

## Сюжет
Фильм начинается с увертюры, включающей в себя все последующие музыкальные темы и звучащей несколько минут на фоне совершенно тёмного экрана.
Молодая женщина Чарити Хоуп Валентайн с подругами Ники и Элен зарабатывают на жизнь в сомнительном ночном заведении наёмными танцовщицами с почасовой оплатой. Чарити влюблена. В качестве материальной основы скорых счастливых перемен она снимает со счёта все свои сбережения (427 долларов) и спешит на свидание к возлюбленному. Тот оказывается проходимцем, грабит и чуть не убивает её. Чарити возвращается в танц-холл. Следует танцевальный номер «Hey, Big Spender» (рус. ≈ Эй, Транжира!) с гротескными образами танцовщиц.
Случай сводит Чарити с известным киноактёром Витторио Видалем, который после сцены ревности расстался со своей предыдущей спутницей Урсулой. Он приглашает Чарити в ночной клуб. Продолжительный танцевальный номер «Rich Man’s Frug» (рус. ≈ Фруг богача) — одна из центральных сцен фильма. Вечер Чарити и Витторио продолжают в его апартаментах. Первое проявление симпатии прервано возвращением Урсулы. Витторио прячет Чарити в гардеробной, а утром тихо выводит её. Чарити пешком возвращается домой. Она счастлива, просто побывав рядом со своим кумиром.
Подруги не верят рассказу Чарити. Разговор о другой, прекрасной жизни переходит в танцевальный номер на крыше танц-холла «There’s Got To Be Something Better Than This» (рус. ≈ Бывает что-то лучше, чем это). После неудачной попытки найти более пристойную работу Чарити знакомится в лифте с Оскаром Линдквистом. Следует несколько свиданий, одно из которых происходит на собрании общины детей цветов. Музыкальный эпизод «The Rhythm of Life» (рус. ≈ Ритм Жизни) — отражение взглядов Фосса на движение хиппи. Чарити вновь влюблена. Кажется, что Оскар даже принимает её прошлое, о котором узнаёт случайно, но порывает с Чарити практически перед свадьбой. Чарити не хочет возвращаться в танц-холл. Одинокая ночь в Центральном парке. Но встаёт солнце, Чарити вновь улыбается людям, а они — ей. Финальный кадр — улыбка Чарити и девиз «Живя надеждой, что всё ещё будет» (англ. Living hopefully ever after).

## В ролях
- Ширли Маклейн — Чарити
- Джон Макмартин — Оскар
- Чита Ривера — Ники
- Рикардо Монтальбан — Витторио Видаль (аллюзия на Витторио Гассмана[2])
- Барбара Буше — Урсула, спутница Видаля
- Сэмми Дэвис (младший) — Иоганн Себастьян Брубек — «большой папочка», основоположник Церкви Ритма Жизни
- Сюзанн Чарни — дама из клуба, солистка в номере «Rich Man’s Frug»[3]

## История создания
По утверждению третьей супруги Фосси Гвен Вердон, идея мюзикла зародилась после посещения семейной парой кинотеатра, где демонстрировался фильм Федерико Феллини «Ночи Кабирии». Картина произвела на Роберта неизгладимое впечатление, и уже утром следующего дня он обсуждал с Гвен предварительный набросок мюзикла. Режиссёр выкупил у Феллини права на постановку шоу, премьера которого состоялась уже в начале 1966 года. Автором музыки выступил Сай Коулмэн. «Милая Чарити» стал одним из наиболее успешных в коммерческом плане мюзиклов своего времени, выдержав 608 представлений. Кинематографисты из Universal Studios предложили Фосси экранизировать успешную постановку, но с условием заменить сорокалетнюю Гвен Вердон более молодой актрисой. Выбор был сделан в пользу Ширли Маклейн, которая не только обладала многочисленными профессиональными наградами, но и имела опыт работы с Фосси на Бродвее в мюзикле «Пижамная игра», где она не только участвовала в кордебалете, но и выступала на замене исполнительницы одной из главных ролей — секретарши Глэдис. По утверждению актрисы именно она настояла на утверждении Фосси в качестве постановщика — дебютанта в этом качестве: «Он привел меня на Бродвей, а я привела его в Голливуд». Однако именно участие Маклейн стало основной проблемой режиссёра. Она, обладающая явным драматическим дарованием, танцевала весьма посредственно. Гвен Вердон всячески делилась с ней своим хореографическими навыками, но и этого оказалось недостаточно. В процессе съёмок Фосси пришлось приложить всё своё мастерство и использовать различные кинематографические приёмы. Так, например, им впервые были применены резкие смены ракурсов съёмок танцующих. Тем самым он не только совершил определённую революцию в кинематографической подаче танца (ранее все подобные номера снимались только фронтально и практически беспрерывно), но и заложил основы монтажа современных видеоклипов.

## Художественные особенности и критический приём
Фильм был воспринят критикой неоднозначно, оценки иногда были противоположными. Газета The New York Times в дни премьеры назвала его «затянутой, тусклой имитацией исходного материала». Главная претензия издания ожидаемо была адресована Ширли Маклейн, оказавшейся никоим образом неспособной заменить Гвен Вердон, для которой и создавалась эта роль. Актриса была названа тусклой бесформенной танцовщицей и заурядной певицей. Рецензентом Винсентом Кэнби сцены «Hey, Big Spender», «The Rich Man’s Frug» и «Rhythm of Life» были оставлены на суд зрителя, в зависимости от степени художественной требовательности каждого. А вот персонажи Рикардо Монтальбана, Читы Риверы и Полы Келли отнесены им к периферийным, но подлинным удачам фильма.
Обозреватель Variety, напротив, называет фильм потрясающим, шикарным, чрезвычайно красивым. Элементы комедии и драмы, пафоса и надежды, по его мнению, смешаны там уверенно и профессионально, а уникальные таланты Маклейн как в комических, так и в драматических сценах раскрываются максимально.

Весьма взвешенную оценку фильма даёт российский кинокритик Дмитрий Комм:
Из-за слабости главной исполнительницы фокус фильма сместился с образа Чарити на окружающих её героев. Спектакль был бенефисом Гвен Вердон, фильм стал пестрым карнавалом, наполненным невероятными событиями и эксцентричными персонажами. <…> По сути, перед нами сатирический каталог искушений современного мира, через которые, подобно вольтеровскому Кандиду, проходит простодушная Чарити. Тем не менее, «Милая Чарити» стала культовым феноменом в кругах шоу-бизнеса.

## Интересные факты
- В некоторых DVD-изданиях фильма «Милая Чарити» в качестве дополнительного материала предоставлен альтернативный финал. Он был снят Бобом Фоссом на случай, если студия потребует счастливой развязки. В этом варианте концовки Оскар терзается от одиночества, по наитию спешит в парк, где, как ему показалось, Чарити хочет прыгнуть с моста. Оскар бросается в воду, девушка за ним. Насквозь промокшая пара обнявшись покидает парк. Такое развитие сюжета казалось Фоссу банальным. Он отстоял право на свою авторскую концовку. Однако на телевидении Великобритании «Милая Чарити» транслировалась именно с таким финалом.
- В американском прокате фильм известен как «Милая Чарити: Приключения девушки, которая хотела быть любимой» (англ. Sweet Charity: The Adventures of a Girl Who Wanted to Be Loved)
- При бюджете в 20 млн долларов США фильм собрал в прокате не более 8 млн[8]. Это безусловно кассовый провал для компании Universal Pictures.

## Награды
Номинации на премию Оскар, 1969 год:
- Лучшая работа художника-постановщика — Александр Голицын
- Лучшая музыка
- Лучший дизайн костюмов

Номинация на премию Золотой Глобус, 1969 год:
- Лучшая женская роль (комедии или мюзикл) — Ширли Маклейн